# 海威科姆
海威科姆（英語：High Wycombe，/ˌhaɪ ˈwɪkəm/），1946年前稱Chepping Wycombe或Chipping Wycombe，是英國白金漢郡最大的鎮，位於威科姆區。距離倫敦查令十字西北29英里（47）。2001年人口普查時有92,300人。是海威科姆都會區中最大的組成部份。
海威科姆結合了工業城市和集鎮的優勢，傳統上以傢具製造業出名，其高街上的集市最早出現於中世紀。此鎮附近的海威科姆皇家空軍基地為英國皇家空軍司令部所在地，鎮內尚設有白金漢郡新大學。